# Allgemeine Deutsche Biographie

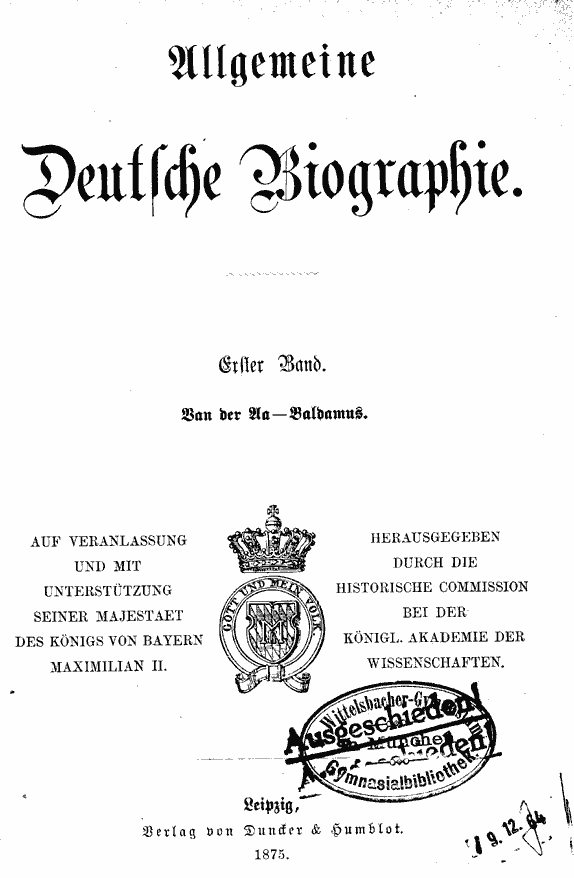
Az 1875-ös első kiadás címlapja.

Az Allgemeine Deutsche Biographie (ADB, Általános Német Életrajzok) egy 1875 és 1912 között megjelent 56 kötetes német nyelvű életrajzgyűjtemény, amelyet a müncheni székhelyű Bajor Királyi Tudományos Akadémia történelmi bizottsága készített Rochus Freiherr von Liliencron főszerkesztői irányításával. A könyvsorozat Lipcsében a Duncker & Humblot kiadónál jelent meg.
Körülbelül 26.500 ember életrajzát tartalmazza, akik 1900 előtt hunytak el és német nyelvterületen éltek, beleértve az 1648 előtt Németalföldön élőket is.